# Afronurus elgoensis
Afronurus elgoensis is een haft uit de familie Heptageniidae. De wetenschappelijke naam van de soort is voor het eerst geldig gepubliceerd in 1971 door Puthz.
De soort komt voor in het Afrotropisch gebied.